# Deutscher Jugendliteraturpreis
Der Deutsche Jugendliteraturpreis (bis 1981: Deutscher Jugendbuchpreis, kurz DJLP) ist ein Staatspreis für Literatur. Er wurde 1956 vom damaligen Bundesministerium für Familienfragen gestiftet und wird jährlich verliehen. Ausgezeichnet werden herausragende Werke der Kinder- und Jugendliteratur. Die Organisation von Preisfindung und Organisation liegt beim Arbeitskreis für Jugendliteratur (AKJ). Das Geld für die Ausrichtung des Deutschen Jugendliteraturpreises kommt aus dem Kinder- und Jugendplan des Bundes (KJP). Dieser Förderetat der Bundesregierung ist für politische und kulturelle Kinder- und Jugendarbeit vorgesehen, der Deutsche Jugendliteraturpreis ist somit Kindern und Jugendlichen verpflichtet.

## Allgemeines
Von Anfang an war der Deutsche Jugendliteraturpreis auch ein internationaler Preis: Eingereicht werden können neben deutschsprachigen Kinder- und Jugendbüchern genauso Titel fremdsprachiger Autoren, soweit sie ins Deutsche übersetzt wurden. Seit 1996 erhalten die Preisträger neben der Preissumme eine Bronzeplastik, die Michael Endes Romanfigur Momo nachgebildet ist.
Ziel des Deutschen Jugendliteraturpreises ist es, Kinder und Jugendliche mit Hilfe eines qualitativ überzeugenden und vielfältigen Literaturangebots in ihrer Persönlichkeit zu stärken und ihnen Orientierung zu bieten.
Eine Kritikerjury, bestehend aus neun erwachsenen Juroren, vergibt den Deutschen Jugendliteraturpreis in den Sparten Bilderbuch, Kinderbuch, Jugendbuch und Sachbuch. Parallel dazu verleiht eine unabhängige Jugendjury den Preis der Jugendjury. Die Jurys prüfen die Bücher aus der Produktion des Vorjahres und nominieren davon sechs Titel pro Sparte. Die Nominierungsliste wird jedes Jahr auf der Leipziger Buchmesse verkündet.
Die Nominierungen sind die Grundlage für die Entscheidung der Jurys, die unabhängig voneinander ihre Preise vergeben. Die Preise sind mit 10.000 Euro pro Sparte dotiert und können zwischen Autoren, Illustratoren und Übersetzern aufgeteilt werden. Die Sieger des Deutschen Jugendliteraturpreises werden jährlich auf der Frankfurter Buchmesse bekannt gegeben. Seit 1991 wird ein Sonderpreis für das Gesamtwerk eines deutschen Autors, eines deutschen Illustrators oder eines deutschen Übersetzers kinderliterarischer Werke verliehen, der mit 12.000 Euro dotiert ist. 2017 wurde erstmals der Sonderpreis „Neue Talente“ in Höhe von 10.000 Euro verliehen. Die Preissummen betragen insgesamt 72.000 Euro. Laut Aussagen des Börsenblatts Online vom April 2021 sind nur der „Deutsche Kinderbuchpreis“ (100.000 €) sowie der „Astrid Lindgren Memorial Award (ALMA)“ (5 Millionen Schwedische Kronen = ca. 496.000 €) höher dotiert.

## Geschichte

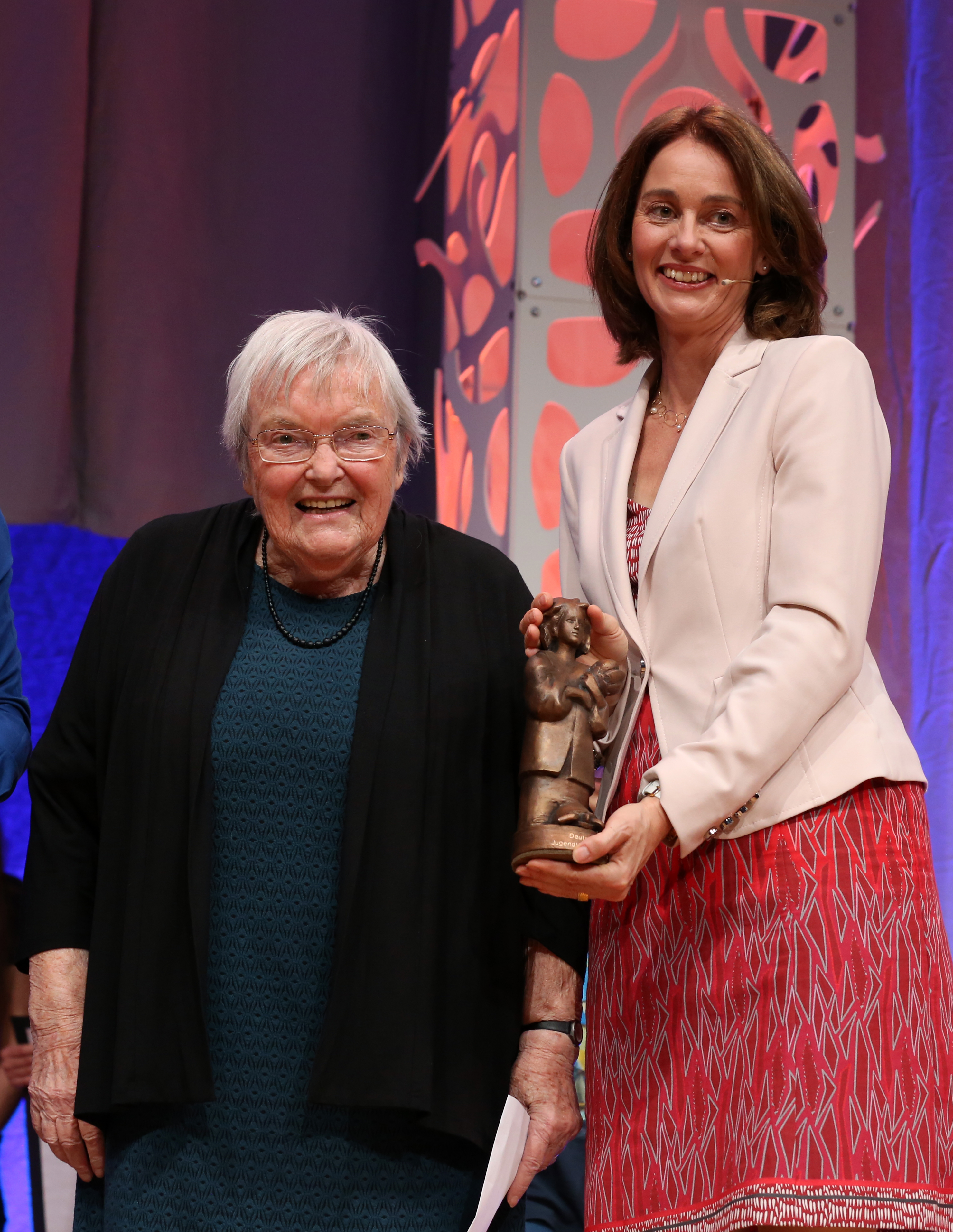
Bundesministerin Katarina Barley (re.) mit der Sonderpreisträgerin Gudrun Pausewang bei der Preisverleihung zum Deutschen Jugendliteraturpreis 2017 (Fotografin: Anna Meuer)

Vor 1981 hieß der Preis „Deutscher Jugendbuchpreis“. Seit Bestehen des Deutschen Jugendliteraturpreises wurden die Ausschreibungen vielfach abgeändert. So gab es in der Anfangszeit von 1956 bis 1963 nur Preisverleihungen in den zwei Kategorien Kinderbuch und Jugendbuch sowie einen zusätzlichen Sonderpreis, der jedes Jahr unter einem anderen Motto stand, z. B. schönstes Märchenbuch, bestes Bilderbuch, bestes Sachbuch o. ä. 1964 wurde der thematische Sonderpreis abgeschafft und der Preis in den nächsten Jahren stattdessen um die Kategorien Bilderbuch und Sachbuch erweitert. Außerdem war es ab 1964 möglich, besondere Einzelleistungen wie Illustrationen oder Übersetzungen auszuzeichnen. 1991 wurde anlässlich des „35. Geburtstages“ der Sonderpreis für ein Gesamtwerk gestiftet. Seitdem wird jährlich (mit Ausnahme 1992) im Turnus eine lebende deutsche Autorin, Illustratorin oder Übersetzerin bzw. ein lebender deutscher Autor, Illustrator oder Übersetzer ausgezeichnet. Zum 60. Jubiläum des Preises wurde der Sonderpreis „Neue Talente“ eingeführt. Mit diesem werden deutsche Autoren, Illustratoren und Übersetzer ausgezeichnet, die in den Vorjahren mindestens ein herausragendes literarisches Werk im Bereich der Kinder- und Jugendliteratur im deutschsprachigen Raum veröffentlicht haben.

## Preisträger
Seit 1956 wurden rund 2800 Bücher mit dem Preis gewürdigt – sei es als Preisträger, auf der Auswahl- und später Nominierungsliste oder im Rahmen des Sonderpreises zu einem Gesamtwerk.
Alle Titel wurden in einer Datenbank erschlossen.

### 2024–2021

#### 2024
- Bilderbuch: Wünsche von Mượn Thị Văn (Text), Victo Ngai (Illustration), Petra Steuber (Übersetzung)
- Kinderbuch: Wolf von Saša Stanišić (Text), Regina Kehn (Illustration)
- Jugendbuch: Kurz vor dem Rand von Eva Rottmann (Text)
- Sachbuch: Games. Auf den Spuren der Flüchtenden aus Afghanistan von Patrick Oberholzer
- Preis der Jugendjury: Durch das große Feuer von Alice Winn (Text), Ursula Wulfekamp (Übersetzung) und Benjamin Mildner (Übersetzung)
- Sonderpreis Gesamtwerk Übersetzung: Rolf Erdorf
- Sonderpreis „Neue Talente“ Übersetzung:  Astrid Bührle-Gallet für ihre Übersetzung von Möge der Tigris um dich weinen von Emilienne Malfatto

#### 2023
- Bilderbuch:   Spinne spielt Klavier von Benjamin Gottwald (Text/Illustration)
- Kinderbuch: Boris, Babette und lauter Skelette von Tanja Esch (Text/Illustration)
- Jugendbuch: Die Sonne, so strahlend und Schwarz von Chantal-Fleur Sandjon (Text)
- Sachbuch: Queergestreift von Kathrin Köller (Text), Irmela Schautz (Illustration)
- Preis der Jugendjury: Als die Welt uns gehörte von Liz Kessler (Text), Eva Riekert (Übersetzung)
- Sonderpreis Gesamtwerk Autor: Alois Prinz
- Sonderpreis „Neue Talente“ Autor: Annika Büsing für Nordstadt

#### 2022
- Bilderbuch: Unsere Grube von Emma Adbåge (Text/Illustration), Friederike Buchinger (Übersetzung)
- Kinderbuch: Die Suche nach Paulie Fink von Ali Benjamin (Text), Jessika Komina (Übersetzung), Sandra Knuffinke (Übersetzung)
- Jugendbuch: Dunkelnacht von Kirsten Boie (Text)
- Sachbuch: Der Duft der Kiefern – Meine Familie und ihre Geheimnisse von Bianca Schaalburg (Text/Illustration)
- Preis der Jugendjury: Hard Land von Benedict Wells (Text)
- Sonderpreis Gesamtwerk: Hans Ticha
- Sonderpreis „Neue Talente“ Illustration: Mia Oberländer

#### 2021
- Bilderbuch: Unsichtbar in der großen Stadt von Sydney Smith (Text/Illustration), Bernadette Ott (Übersetzung)
- Kinderbuch: Irgendwo ist immer Süden von Marianne Kaurin (Text), Franziska Hüther (Übersetzung)
- Jugendbuch: Sibiro Haiku von Jurga Vilė (Text), Lina Itagaki (Illustration), Saskia Drude (Übersetzung)
- Sachbuch: 100 Kinder von Christoph Drösser (Text), Nora Coenenberg (Illustrationen)
- Preis der Jugendjury: After the Fire von Will Hill, Wolfram Ströle (Übersetzung)
- Sonderpreis 'Neue Talente – Übersetzung': Lena Dorn – für ihre Übersetzung aus dem Tschechischen von Tippo und Fleck. Über Fleckenteufel und andere Kobolde von Barbora Klárová und Tomáš Končinský (Text), Daniel Špaček (Illustration)

### 2020–2011

#### 2020
Aufgrund der COVID-19-Pandemie konnte die Preisverleihung nicht auf der Frankfurter Buchmesse stattfinden. Stattdessen wurden die Preisträger am 16. Oktober 2020 per Live-Streaming aus dem Grips-Theater in Berlin bekanntgegeben. Die Preisträger wurden teilweise über ein Zoom-Meeting live dazugeschaltet.
- Bilderbuch: Dreieck Quadrat Kreis von Mac Barnett (Text), Jon Klassen (Illustration), Thomas Bodmer (Übersetzung)
- Kinderbuch: Freibad – Ein ganzer Sommer unter dem Himmel von Will Gmehling (Text)
- Jugendbuch: Wie der Wahnsinn mir die Welt erklärte von Dita Zipfel (Text), Rán Flygenring (Illustration)
- Sachbuch: A wie Antarktis – Ansichten vom anderen Ende der Welt von David Böhm (Text, Illustration), Lena Dorn (Übersetzung)
- Preis der Jugendjury: Wer ist Edward Moon? von Sarah Crossan (Text), Cordula Setsman (Übersetzung)
- Sonderpreis Neue Talente: Forschungsgruppe Erbsensuppe oder wie wir Omas großem Geheimnis auf die Spur kamen von Rieke Patwardhan
- Sonderpreis literarisches Gesamtwerk: Cornelia Funke

#### 2019
Die Preisträger wurden am 18. Oktober 2019 auf der Frankfurter Buchmesse bekanntgegeben.
- Bilderbuch: Polka für Igor von Iris Anemone Paul (Text und Illustration)
- Kinderbuch: Vier Wünsche ans Universum von Erin Entrada Kelly (Text), Birgitt Kollmann (Übersetzung)
- Jugendbuch: Ich weiß, heute Nacht werde ich träumen von Steven Herrick (Text), Uwe-Michael Gutzschhahn (Übersetzung)
- Sachbuch: Extremismus von Anja Reumschüssel (Text)
- Preis der Jugendjury: Kompass ohne Norden von Neal Shusterman (Text), Brendan Shusterman (Illustration), Ingo Herzke (Übersetzung)
- Sonderpreis Illustration Neue Talente: Iris Anemone Paul für ihr Buch Polka für Igor
- Sonderpreis Illustration Gesamtwerk: Volker Pfüller

#### 2018
Die Preisträger wurden am 12. Oktober 2018 auf der Frankfurter Buchmesse bekanntgegeben.
- Bilderbuch: Der siebente Bruder oder Das Herz im Marmeladenglas von Øyvind Torseter (Text, Illustration), Maike Dörries (Übersetzung)
- Kinderbuch: Viele Grüße, Deine Giraffe von Megumi Iwasa (Text), Jörg Mühle (Illustration), Ursula Gräfe (Übersetzung).
- Jugendbuch: Als ich mit Hitler Schnapskirschen aß von Manja Präkels (Text).
- Sachbuch: Der Dominoeffekt oder Die unsichtbaren Fäden der Natur von Gianumberto Accinelli (Text), Serena Viola (Illustration), Ulrike Schimming (Übersetzung).
- Preis der Jugendjury: The Hate U Give von Angie Thomas (Text), Henriette Zeltner (Übersetzung).
- Sonderpreis Neue Talente: Gesa Kunter für ihre Übersetzung aus dem Schwedischen von Ylva Karlsson, Katarina Kuick: Schreib! Schreib! Schreib! Beltz & Gelberg, Weinheim 2016, ISBN 978-3-407-82124-9.
- Sonderpreis Gesamtwerk: Uwe-Michael Gutzschhahn (Übersetzungen)

#### 2017
Die Preisträger wurden am 13. Oktober 2017 auf der Frankfurter Buchmesse bekanntgegeben.
- Bilderbuch: Hier kommt keiner durch von Isabel Minhós Martins (Text), Bernardo P. Carvalho (Illustration), Franziska Hauffe (Übersetzung).
- Kinderbuch: Sally Jones. Mord ohne Leiche von Jakob Wegelius (Text, Illustration), Gabriele Haefs (Übersetzung).
- Jugendbuch: Der Geruch von Häusern anderer Leute von Bonnie-Sue Hitchcock (Text), Sonja Finck (Übersetzung)
- Sachbuch: Bienen von Piotr Socha (Text, Illustration), Thomas Weiler (Übersetzung)
- Preis der Jugendjury: Nur drei Worte von Becky Albertalli (Text), Ingo Herzke (Übersetzung)
- Sonderpreis „Neue Talente“ (wurde erstmals im Jahre 2017 vergeben): Lizzy Carbon und der Klub der Verlierer von Mario Fesler
- Sonderpreis Gesamtwerk: Gudrun Pausewang

#### 2016
- Bilderbuch: Der Hund, den Nino nicht hatte von Edward van de Vendel (Text), Anton van Hertbruggen (Illustration), Rolf Erdorf (Übersetzung)
- Kinderbuch: Das Mädchen Wadjda von Hayfa Al Mansour (Text), Catrin Frischer (Übersetzung)
- Jugendbuch:  Mädchenmeute von Kirsten Fuchs (Text)
- Sachbuch: Im Eisland von Kristina Gehrmann (Text, Illustration)
- Preis der Jugendjury: Sommer unter schwarzen Flügeln von Peer Martin (Text)
- Sonderpreis für das Gesamtwerk: Klaus Kordon

#### 2015
- Bilderbuch: Herr Schnuffels von David Wiesner (Text, Illustration), Paula Hagemeier (Übersetzung)
- Kinderbuch: Der Träumer von Pam Muñoz Ryan (Text), Peter Sís (Illustration), Anne Braun (Übersetzung)
- Jugendbuch: Schneeriese von Susan Kreller (Text)
- Sachbuch: Und dann platzt der Kopf von Christina Röckl (Text, Illustration)
- Preis der Jugendjury: Letztendlich sind wir dem Universum egal von David Levithan (Text), Martina Tichy (Übersetzung)
- Sonderpreis für das Gesamtwerk: Sabine Friedrichson

#### 2014
- Bilderbuch: Akim rennt von Claude K. Dubois (Text, Illustration), Tobias Scheffel (Übersetzung)
- Kinderbuch: Martina Wildner, Königin des Sprungturms.
- Jugendbuch: Wie ein unsichtbares Band von Inés Garland (Text), Ilse Layer (Übersetzung)
- Preis der Jugendjury: Wunder Raquel J. Palacio (Text), André Mumot (Übersetzung)
- Sonderpreis für die Übersetzerin Angelika Kutsch

#### 2013
- Bilderbuch: Jon Klassen (Text, Illustration), Wo ist mein Hut
- Kinderbuch: Frank Cottrell Boyce, Der unvergessene Mantel
- Jugendbuch: Tamta Melaschwili, Abzählen
- Sachbuch: Reinhard Kleist, Der Boxer
- Preis der Jugendjury: John Green, Das Schicksal ist ein mieser Verräter
- Sonderpreis für den Autor Andreas Steinhöfel

#### 2012
- Bilderbuch: Pija Lindenbaum (Übersetzung: Kerstin Behnken): Mia schläft woanders
- Kinderbuch: Finn-Ole Heinrich (Text) & Rán Flygenring (Illustration): Frerk, du Zwerg!
- Jugendbuch: Nils Mohl: Es war einmal Indianerland
- Sachbuch: Oscar Brenifier (Text), Jacques Després (Illustration) & Norbert Bolz (Übersetzung): Was, wenn es nur so aussieht, als wäre ich da?
- Preis der Jugendjury: Patrick Ness (Text), Jim Kay (Illustration) & Bettina Abarbanell (Übersetzung): Sieben Minuten nach Mitternacht
- Sonderpreis für den Illustrator Norman Junge

#### 2011
- Bilderbuch: Die Geschichte vom Fuchs, der den Verstand verlor von Martin Baltscheit (Text)
- Kinderbuch: Anton taucht ab von Milena Baisch (Text), Elke Kusche (Illustration)
- Jugendbuch: Tschick von Wolfgang Herrndorf (Text)
- Sachbuch: Alles Familie! von Alexandra Maxeiner (Text), Anke Kuhl (Illustration)
- Preis der Jugendjury: Erebos von Ursula Poznanski (Text)
- Sonderpreis für den Übersetzer Tobias Scheffel

### 2010–2001

#### 2010
- Bilderbuch: Garmans Sommer von Stian Hole (Text, Illustration), Ina Kronenberger (Übersetzung)
- Kinderbuch: Meine Mutter ist in Amerika und hat Buffalo Bill getroffen von Jean Regnaud (Text), Émile Bravo (Zeichnungen), Kai Wilksen (Übersetzung)
- Jugendbuch: Such dir was aus, aber beeil dich! von Nadia Budde (Text, Illustration)
- Sachbuch: Mutige Menschen von Christian Nürnberger
- Preis der Jugendjury: Die Tribute von Panem – Tödliche Spiele von Suzanne Collins, Sylke Hachmeister (Übersetzung), Peter Klöss (Übersetzung)
- Sonderpreis für die Autorin Mirjam Pressler

#### 2009
- Bilderbuch: Geschichten aus der Vorstadt des Universums von Shaun Tan, Eike Schönfeld (Übersetzung)
- Kinderbuch: Rico, Oskar und die Tieferschatten von Andreas Steinhöfel
- Jugendbuch: The Road of the Dead von Kevin Brooks, Uwe-Michael Gutzschhahn (Übersetzung)
- Sachbuch: Das Rätsel der Varusschlacht von Wolfgang Korn (Text) und Klaus Ensikat (Illustration)
- Preis der Jugendjury: Die Bücherdiebin von Markus Zusak, Alexandra Ernst (Übersetzung)
- Sonderpreis für die Illustratorin Jutta Bauer

#### 2008
- Bilderbuch: Hänsel und Gretel von Jacob und Wilhelm Grimm (Text), Susanne Janssen (Illustration)
- Kinderbuch: Ein Bild von Ivan von Paula Fox
- Jugendbuch: was wäre wenn (Jugendbuch) von Meg Rosoff, Brigitte Jakobeit (Übersetzung)
- Sachbuch: Der Kick. Ein Lehrstück über Gewalt von Andres Veiel
- Preis der Jugendjury: Simpel von Marie-Aude Murail, Tobias Scheffel (Übersetzung)
- Sonderpreis für die Übersetzerin Gabriele Haefs

#### 2007
- Bilderbuch: Königin Gisela von Nikolaus Heidelbach
- Kinderbuch: Schwester von Jon Fosse (Text), Aljoscha Blau (Illustration), Hinrich Schmidt-Henkel (Übersetzung)
- Jugendbuch: Wir retten Leben, sagt mein Vater von Do van Ranst (Autor), Andrea Kluitmann (Übersetzung)
- Sachbuch: Mutter hat Krebs von Brian Fies (Autor), Wolfgang J. Fuchs (Übersetzung)
- Preis der Jugendjury: Der Joker von Markus Zusak (Autor), Alexandra Ernst (Übersetzung)
- Sonderpreis für die Autorin Kirsten Boie

#### 2006
- Bilderbuch: Gehört das so??! Die Geschichte von Elvis von Peter Schössow
- Kinderbuch: Lilis Leben eben von Valérie Dayre, Maja von Vogel (Übersetzung)
- Jugendbuch: Wie schön weiß ich bin von Dolf Verroen, Rolf Erdorf (Übersetzung)
- Sachbuch: ‚Denk nicht, wir bleiben hier!‘ – Die Lebensgeschichte des Sinto Hugo Höllenreiner von Anja Tuckermann
- Preis der Jugendjury: Lucas von Kevin Brooks, Uwe-Michael Gutzschhahn (Übersetzung)
- Sonderpreis für die Illustratorin Rotraut Susanne Berner

#### 2005
- Bilderbuch: Han Gan und das Wunderpferd von Chen Jianghong, aus dem Französischen von Erika und Karl A. Klewer
- Kinderbuch: Die Kurzhosengang von Victor Caspak und Yves Lanois, Andreas Steinhöfel (Übersetzung) und Ole Könnecke (Illustration)
- Jugendbuch: Schneeweiß und Russenrot von Dorota Masłowska
- Sachbuch: Nester bauen, Höhlen knabbern von Anne Möller
- Preis der Jugendjury: Im Schatten der Wächter von Graham Gardner, Alexandra Ernst (Übersetzung)
- Sonderpreis für den Übersetzer Harry Rowohlt

#### 2004
- Bilderbuch: Fuchs von Margaret Wild (Text) und Ron Brooks (Illustration)
- Kinderbuch: Ein Schaf fürs Leben von Maritgen Matter (Text) und Anke Faust (Illustration)
- Jugendbuch: Marsmädchen von Tamara Bach
- Sachbuch: Lieber wütend als traurig. Die Lebensgeschichte der Ulrike Marie Meinhof von Alois Prinz
- Preis der Jugendjury: Das Schwert in der Stille von Lian Hearn
- Sonderpreis für den Autor Benno Pludra

#### 2003
- Bilderbuch: Unsichtbar von Katja Kamm
- Kinderbuch: Schlimmes Ende von Philip Ardagh
- Jugendbuch: Prinz William, Maximilian Minsky und ich von Holly-Jane Rahlens
- Sachbuch: Geschichte der Wirtschaft von Nikolaus Piper
- Preis der Jugendjury (seit 2003): Krokodil im Nacken von Klaus Kordon
- Sonderpreis für den Illustrator Wolf Erlbruch

#### 2002
- Bilderbuch: Die ganze Welt von Katy Couprie und Antonin Louchard, ISBN 3-8067-4954-X
- Kinderbuch: Wir alle für immer zusammen von Guus Kuijer, Alice Hoogstad (Illustration), ISBN 3-7891-4011-2
- Jugendbuch: Ich habe einfach Glück von Alexa Hennig von Lange, ISBN 3-8077-0154-0
- Sachbuch: Das visuelle Lexikon der Umwelt von Bernd Schuh, ISBN 3-8067-4500-5
- Sonderpreis für die Übersetzerin Cornelia Krutz-Arnold

#### 2001
- Bilderbuch: Schreimutter von Jutta Bauer, ISBN 3-407-79264-6
- Kinderbuch: Der Tag, als ich lernte die Spinnen zu zähmen von Jutta Richter, ISBN 3-446-19896-2
- Jugendbuch: Die ohne Segen sind von Richard van Camp, ISBN 3-473-35205-5
- Sachbuch: Sonnenfresser. Wie Pflanzen leben von Susanne Paulsen, ISBN 3-87134-397-8
- Sonderpreis für den Autor Peter Härtling

### 2000–1986

#### 2000
- Bilderbuch: Eins zwei drei Tier von Nadia Budde, ISBN 3-87294-827-X
- Kinderbuch: Hodder der Nachtschwärmer von Bjarne Reuter, ISBN 3-7915-1670-1
- Jugendbuch: Blueprint von Charlotte Kerner, ISBN 3-407-80837-2
- Sachbuch: Fräulein Pop und Mrs. Up und ihre große Reise durchs Papierland. Ein Pop-up-Buch zum Selberbasteln von Antje von Stemm, ISBN 3-499-20963-2
- Sonderpreis für den Illustrator Nikolaus Heidelbach

#### 1999
- Bilderbuch: Der rote Wolf von F.K. Waechter
- Kinderbuch: Eine Insel im Meer von Annika Thor
- Jugendbuch: Bruder von Ted van Lieshout
- Sachbuch: Tibet. Das Geheimnis der roten Schachtel von Peter Sís
- Sonderpreis für die Übersetzerin Birgitta Kicherer

#### 1998
- Bilderbuch: Hat Opa einen Anzug an? von Amelie Fried (Text), Jacky Gleich (Illustration)
- Kinderbuch: Zwischen zwei Scheiben Glück von Irene Dische
- Jugendbuch: Bloße Hände von Bart Moeyaert (Text), Rotraut Susanne Berner (Illustration)
- Sachbuch: Haus der Kunst von Susanna Partsch
- Sonderpreis für den Autor Peter Hacks

#### 1997
- Bilderbuch: Du groß, und ich klein von Grégoire Solotareff
- Kinderbuch: Karel, Jarda und das wahre Leben von Sheila Och
- Jugendbuch: So Lonely von Per Nilsson
- Sachbuch: Königskinder – Eine wahre Liebe von Reinhard Kaiser
- Sonderpreis für die Illustratorin Binette Schroeder

#### 1996
- Bilderbuch: Feuerland ist viel zu heiß! von Anna Höglund
- Kinderbuch: Als die Welt noch jung war von Jürg Schubiger (Text), Rotraut Susanne Berner (Illustration)
- Jugendbuch: Winterbucht von Mats Wahl
- Sachbuch: Rot, Blau und ein bißchen Gelb von Bjørn Sortland (Text), Lars Elling (Illustration), Senta Kapoun (Übersetzung)
- Sonderpreis für den Autor Paul Maar

#### 1995
- Bilderbuch: Detektiv John Chatterton von Yvan Pommaux
- Kinderbuch: Wenn das Glück kommt, muß man ihm einen Stuhl hinstellen von Mirjam Pressler
- Jugendbuch: Du fehlst mir, du fehlst mir! von Peter Pohl / Kinna Gieth
- Sachbuch: Die Zeit ist kaputt von Klaus Kordon
- Sonderpreis für den Illustrator Klaus Ensikat

#### 1994
- Bilderbuch: Macker von David Hughes
- Kinderbuch: Kannst du pfeifen, Johanna von Ulf Stark (Text), Anna Höglund (Illustration)
- Jugendbuch: Sofies Welt von Jostein Gaarder
- Sachbuch: Anne Frank von Ruud van der Rol und Rian Verhoeven
- Sonderpreis für die Übersetzerin Mirjam Pressler

#### 1993
- Bilderbuch: Das Bärenwunder von Wolf Erlbruch
- Kinderbuch: Der Hund, der unterwegs zu einem Stern war von Henning Mankell
- Jugendbuch: Jack von A. M. Homes
- Sachbuch: Safari ins Reich der Sterne von Helmut Hornung
- Sonderpreis für den Lyriker Josef Guggenmos

#### 1992
- Bilderbuch: Die Reise nach Ugri-La-Brek von Thomas Tidholm (Text), Anna-Clara Tidholm (Illustration), Übersetzung aus dem Schwedischen: Salah Naoura
- Kinderbuch: Siebenstorch von Benno Pludra (Text), Johannes K.G. Niedlich (Illustration)
- Jugendbuch: Kariuki und sein weißer Freund von Meja Mwangi
- Sachbuch: Linsen, Lupen und magische Skope von Pelle Eckerman (Text), Sven Nordqvist (Illustration)

#### 1991
- Bilderbuch: eins, fünf, viele von Kveta Pacovská
- Kinderbuch: Taube Klara von Wolf Spillner
- Jugendbuch: Wir Kuckuckskinder von Anatoli Pristawkin
- Sachbuch: Die eiserne Lerche von Michail Krausnick
- Sonderpreis für die Autorin Ursula Wölfel

#### 1990
- Bilderbuch: Aufstand der Tiere oder die Neuen Stadtmusikanten von Jörg Steiner (Text), Jörg Müller (Illustration)
- Kinderbuch: Rennschwein Rudi Rüssel von Uwe Timm (Text), Gunnar Matysiak (Illustration)
- Jugendbuch: Jan, mein Freund von Peter Pohl
- Sachbuch: Wie kommt der Wald ins Buch? von Irmgard Lucht
- Sachbuch: Meines Bruders Hüter von Israel Bernbaum

#### 1989
- Bilderbuch: Papa wohnt jetzt in der Heinrichstraße von Nele Maar (Text), Verena Ballhaus (Illustration)
- Kinderbuch: Die Zeit der geheimen Wünsche von Iva Procházková (Text), Peter Knorr (Illustration)
- Jugendbuch: Zeit für die Hora von Ingeborg Bayer
- Sachbuch: Samuel Tillerman, der Läufer von Cynthia Voigt

#### 1988
- Bilderbuch: Abschied von Rune von Marit Kaldhol (Text), Wenche Øyen (Illustration)
- Kinderbuch: Deesje macht das schon von Joke van Leeuwen
- Jugendbuch: Die Wolke von Gudrun Pausewang
- Sachbuch: Linnéa im Garten des Malers von Christina Björk (Text), Lena Anderson (Illustration)
- Sachbuch: Türme von Paul Maar

#### 1987
- Bilderbuch: Du hast angefangen! Nein, du! von David McKee
- Kinderbuch: Oma und ich von Achim Bröger
- Jugendbuch: Briefe an die Königin der Nacht von Inger Edelfeldt
- Kindersachbuch: Mein verlorenes Land von Huynh Quang Nhuong (Text), Jub Mönster (Illustration), Helga Pfetsch (Übersetzung)
- Jugendsachbuch: Lise, Atomphysikerin von Charlotte Kerner

#### 1986
- Bilderbuch: Ich komm dich holen! von Tony Ross
- Kinderbuch: Die wundersame Reise der kleinen Sofie von Els Pelgrom
- Jugendbuch: Lady Punk von Dagmar Chidolue
- Sachbuch: Für fremde Kaiser und kein Vaterland von Klas Ewert Everwyn

### 1985–1971

#### 1985
- Bilderbuch: Mein Papi, nur meiner! von Anthony Browne und Annalena McAfee
- Kinderbuch: Sophiechen und der Riese von Roald Dahl
- Jugendbuch: Treffpunkt Weltzeituhr von Isolde Heyne

#### 1984
- Bilderbuch: Mäusemärchen – Riesengeschichte von Annegert Fuchshuber
- Kinderbuch: Sonntagskind von Gudrun Mebs (Text), Rotraut Susanne Berner (Illustration)
- Jugendbuch: In dreihundert Jahren vielleicht von Tilman Röhrig
- Sachbuch: Linneas Jahrbuch von Christina Björk (Text), Lena Anderson (Illustration)

#### 1983
- Kinderbuch: Der Weg durch die Wand von Robert Gernhardt und Almut Gernhardt
- Jugendbuch: Ganesh oder eine neue Welt von Malcolm J. Bosse

#### 1982
- Bilderbuch: Selina, Pumpernickel und die Katze Flora von Susi Bohdal
- Kinderbuch: Erzähl mir von Oma von Guus Kuijer
- Jugendbuch: Der gelbe Vogel von Myron Levoy
- Sachbuch: Von feinen und von kleinen Leuten von Cornelia Julius

#### 1981
- Bilderbuch: Die Reise mit der Jolle von Margret Rettich
- Kinderbuch: Drunter und drüber von Jürgen Spohn
- Jugendbuch: Der lange Weg des Lukas B. von Willi Fährmann
- Sachbuch: Das kurze Leben der Sophie Scholl von Hermann Vinke

#### 1980
- Bilderbuch: Was ist dir lieber … von John Burningham
- Kinderbuch: Emma oder die unruhige Zeit von Ursula Fuchs
- Jugendbuch: Johanna von Renate Welsh
- Sachbuch: Peter, Ida und Minimum: Familie Lindström bekommt ein Baby von Grethe Fagerström (Text) und Gunilla Hansson (Illustration)

#### 1979
- Bilderbuch: Oh, wie schön ist Panama von Janosch
- Kinderbuch: Die Nachtvögel von Tormod Haugen
- Jugendbuch: – Der Preis für ein Jugendbuch wurde nicht vergeben. –
- Sachbuch: Was ist das? von Virginia Allen Jensen und Dorcas Woodbury Haller
- Sonderpreis zum Internationalen Jahr des Kindes: Geschichte und Politik im Jugendbuch: Heute und die 30 Jahre davor von Rosemarie Wildermuth (Hrsg.)

#### 1978
- Bilderbuch: Der große Rutsch von Ray und Catriona Smith
- Kinderbuch: Servus Opa, sagte ich leise von Elfie Donnelly
- Jugendbuch: Der Bleisiegelfälscher von Dietlof Reiche
- Sachbuch: Nest am Fenster von Geraldine L. Flanagan und Sean Morris
- Sonderpreis zum Internationalen Jahr des Kindes: Konflikte, Auseinandersetzungen, Begegnungen, Probleme der Unterentwicklung heute: Im Jahr der Schlange von Utta Wickert

#### 1977
- Bilderbuch: Schorschi schrumpft von Edward Gorey und Florence P. Heide
- Kinderbuch: Wo die Füchse Blockflöte spielen von Ludvík Aškenazy
- Jugendbuch: Ich bin Fedde von An Rutgers
- Sachbuch: Eskimos von Wally Herbert

#### 1976
- Bilderbuch: Heute wünsche ich mir ein Nilpferd von Wilhelm Schlote und Elisabeth Borchers
- Kinderbuch: Oma von Peter Härtling
- Jugendbuch: Die Wächter von John Christopher
- Sachbuch: Planet des Menschen von Theodor Dolezol

#### 1975
- Bilderbuch: Wir können noch viel zusammen machen von F.K. Waechter
- Kinderbuch: Der Preis für ein Kinderbuch wurde nicht vergeben.
- Jugendbuch: Julie von den Wölfen von Jean Craighead George
- Sachbuch: Sie bauten eine Kathedrale von David Macaulay
- Sonderpreis zum Internationalen Jahr der Frau: Man kriegt nichts geschenkt von Angelika Kutsch

#### 1974
- Bilderbuch: Alle Jahre wieder saust der Preßlufthammer nieder oder Die Veränderung der Landschaft von Jörg Müller
- Kinderbuch: Als Hitler das rosa Kaninchen stahl von Judith Kerr
- Jugendbuch: Momo von Michael Ende
- Sachbuch: Tausend Tricks der Tarnung von Otto von Frisch

#### 1973
- Bilderbuch: Große dürfen alles von László Réber und Éva Janikovszky
- Kinderbuch: Wir pfeifen auf den Gurkenkönig von Christine Nöstlinger
- Jugendbuch: Ein nützliches Mitglied der Gesellschaft von Barbara Wersba
- Sachbuch: Ich habe sieben Leben von Frederik Hetmann

#### 1972
- Kinderbuch: Geh und spiel mit dem Riesen von Hans-Joachim Gelberg (Hrsg.)
- Jugendbuch: Krabat von Otfried Preußler
- Sachbuch: Höhlen – Welt ohne Sonne von Ernst Waldemar Bauer

#### 1971
- Bilderbuch: Der Apfel und der Schmetterling von Iela und Enzo Mari
- Kinderbuch: Der Löwe Leopold von Reiner Kunze
- Jugendbuch: Die Erde ist nah von Luděk Pešek
- Sachbuch: Gesellschaft und Staat von Hanno Drechsler, Wolfgang Hilligen und Franz Neumann (Hrsg.)

### 1970–1956

#### 1970
- Bilderbuch: Kunterbunter Schabernack von Wilfried Blecher
- Kinderbuch: Der Preis für ein Kinderbuch wurde nicht vergeben.
- Jugendbuch: Der Bruder des schweigenden Wolfes von Klára Jarunková
- Sachbuch: Der Mann, der überlebte von Lawrence Elliott

#### 1969
- Bilderbuch: Rundherum in meiner Stadt von Ali Mitgutsch
- Kinderbuch: Zlateh, die Geiß von Isaac B. Singer
- Jugendbuch: Es lebe die Republik von Jan Procházka

#### 1968
- Bilderbuch: Die Wichtelmänner von Katrin Brandt
- Kinderbuch: Die Zwölf vom Dachboden von Pauline Clarke
- Jugendbuch: Der Sohn des Toreros von Maia Rodman
- Sachbuch: … und unter uns die Erde von Erich H. Heimann

#### 1967
- Bilderbuch: Der goldene Vogel von Lilo Fromm und Jakob Grimm
- Kinderbuch: achtung – sturmwarnung hurricane – 23.00 uhr von Andrew Salkey
- Jugendbuch: Im roten Hinterhaus von Peter Berger
- Sachbuch: Das Rätsel Nordwestpassage von Kurt Lütgen

#### 1966
- Bilderbuch: Wo ist Wendelin? von Wilfried Blecher
- Kinderbuch: David von Max Bolliger
- Jugendbuch: Florian 14: Achter Alarm von Hans Georg Prager

#### 1965
- Bilderbuch: Swimmy von Leo Lionni
- Kinderbuch: Wickie und die starken Männer von Runer Jonsson
- Jugendbuch: Amerika-Saga von Frederik Hetmann

#### 1964
- Kinderbuch: Delphinensommer von Katherine Allfrey
- Jugendbuch: … und viele Grüße von Wancho von Miep Diekmann

#### 1963
- Kinderbuch: Kater Mikesch (ursprünglich von Josef Lada) als Nacherzählung durch Otfried Preußler
- Jugendbuch: Insel der blauen Delphine von Scott O’Dell

#### 1962
- Kinderbuch: Feuerschuh und Windsandale von Ursula Wölfel
- Jugendbuch: Sternkinder von Clara Asscher-Pinkhof
- Sonderpreis Geschichte im Kinder- und Jugendbuch: Ein Schiff nach Grönland von Ingeborg Engelhardt

#### 1961
- Kinderbuch: Jim Knopf und Lukas der Lokomotivführer von Michael Ende
- Jugendbuch: – Der Preis für ein Jugendbuch wurde nicht vergeben. –
- Sonderpreis Neubearbeitung klassischer Kinder- und Jugendbücher: Der Wildtöter von James Fenimore Cooper, Obpacher Buch- und Kunstverlag

#### 1960
- Kinderbuch: Mein Urgroßvater und ich von James Krüss
- Jugendbuch: Schanghai 41 von Elizabeth F. Lewis
- Sonderpreis Der junge Mensch in seiner Umwelt: Elegie der Nacht von Michel del Castillo

#### 1959
- Kinderbuch: Matthias und das Eichhörnchen von Hans Peterson
- Jugendbuch: – Der Preis für ein Jugendbuch wurde nicht vergeben. –
- Sonderpreis: Das beste Sachbuch für Kinder bis zu 14 Jahren: Pioniere und ihre Enkel von An Rutgers, So fliegst du heute und morgen von Leo Schneider und Maurice Umschweif Ames

#### 1958
- Bilderbuch: Kasimirs Weltreise von Marlene Reidel
- Kinderbuch: Jan und das Wildpferd von Heinrich Maria Denneborg
- Jugendbuch: Roter Mond und Heiße Zeit von Herbert Kaufmann

#### 1957
- Kinderbuch: Das Rad auf der Schule von Meindert DeJong
- Jugendbuch: Faß zu, Toyon von Nicholas Kalashnikoff

#### 1956
- Kinderbuch: Der glückliche Löwe von Roger Duvoisin und Louise Fatio
- Jugendbuch: Kein Winter für Wölfe von Kurt Lütgen
- Sonderpreis: Das schönste Mädchenbuch: Der goldene Schleier von Alberta Rommel; ....ganz einfach Doko von Helga Strätling-Tölle

## Kritikerjury
Die Kritikerjury wird vom Vorstand des Arbeitskreises für Jugendliteratur für die Dauer von zwei Jahren in dieses Ehrenamt gewählt und vom Bundesministerium für Familie, Senioren, Frauen und Jugend berufen. Die Jurymitglieder können maximal zwei Amtszeiten hintereinander absolvieren.
Die Jury besteht aus neun Personen: der/dem Vorsitzenden und acht Juroren, von denen je zwei Fachleute der Sparten Bilderbuch, Kinderbuch, Jugendbuch und Sachbuch sind. In drei über das Jahr verteilten Jurysitzungen werden die ausgewählten Titel gesichtet, die Nominierungen bestimmt und die Siegertitel gewählt. Alle Mitglieder der Jury haben gleiches Stimmrecht für alle Sparten. Die Ergebnisse der Wahl unterliegen bis zur Bekanntgabe bei der Preisverleihung im Rahmen der Frankfurter Buchmesse der Geheimhaltung.
Kritikerjury 2024/2025
- Vorsitzende: Iris Kruse
- Sparte Bilderbuch: Nele Schäfer, Gabriela Scherer
- Sparte Kinderbuch: Lea Grimm, Sandra Rudel
- Sparte Jugendbuch: Johannes Schindlbeck, Ricarda Trapp
- Sparte Sachbuch: Victoria Milde, Tania Zaman

Kritikerjury 2023/2024
- Vorsitzende: Iris Kruse
- Sparte Bilderbuch: Nele Schäfer, Gabriela Scherer
- Sparte Kinderbuch: Carola Gäde, Britta Selle
- Sparte Jugendbuch: Viktoria Milde, Anna Stemmann
- Sparte Sachbuch: Evelyn Gangl, Tania Zaman

Kritikerjury 2021/2022
- Vorsitzende: Karin Vach
- Sparte Bilderbuch: Christiane Benthin, Stefanie Hetze
- Sparte Kinderbuch: Rebekka Putzke, Michael Stierstorfer
- Sparte Jugendbuch: Ulrike Schönherr, Dieter Wrobel
- Sparte Sachbuch: Renate Grubert, Marlene Zöhrer

Kritikerjury 2019/2020
- Vorsitzender: Jan Standke
- Sparte Bilderbuch: Christiane Benthin, Maren Bonacker
- Sparte Kinderbuch: Nicole Filbrandt, Bettina Braun
- Sparte Jugendbuch: Ulrike Schönherr, Karin Vach
- Sparte Sachbuch: Renate Grubert, Marlene Zöhrer

Kritikerjury 2017/2018
- Vorsitzende: Birgit Müller-Bardorff
- Sparte Bilderbuch: Maren Bonacker, Christine Hauke-Dreesen
- Sparte Kinderbuch: Anita Schilcher, Birgit Weidt (2017) / Nicole Filbrandt (2018)
- Sparte Jugendbuch: Inger Lison, Jan Standke
- Sparte Sachbuch: Anke Märk-Bürmann, Carola Pohlmann

Kritikerjury 2015/2016
- Vorsitzende: Birgit Müller-Bardorff
- Sparte Bilderbuch: Felix Giesa, Christine Hauke-Dreesen
- Sparte Kinderbuch: Ada Bieber, Nicole Filbrandt
- Sparte Jugendbuch: Ulrike Erb-May, Inger Lison
- Sparte Sachbuch: Anke Märk-Bürmann, Carola Pohlmann

Kritikerjury 2013/2014
- Vorsitzende: Gina Weinkauff
- Sparte Bilderbuch: Antje Ehmann, Felix Giesa
- Sparte Kinderbuch: Ute Dettmar, Ines Galling
- Sparte Jugendbuch: Ulrike Erb-May, Miriam G. Möllers
- Sparte Sachbuch: Susanne Brandt, Ute Henschel

Kritikerjury 2011/2012
- Vorsitzende: Susanne Helene Becker
- Sparte Bilderbuch: Antje Ehmann, Monika Trapp
- Sparte Kinderbuch: Ina Brendel-Perpina, Miriam G. Möllers
- Sparte Jugendbuch: Ulf Cronenberg, Annette Kliewer
- Sparte Sachbuch: Heike Elisabeth Jüngst, Ute Henschel

Kritikerjury 2009/2010
- Vorsitzende: Susanne Helene Becker
- Sparte Bilderbuch: Ute Hachmann, Thomas Linden
- Sparte Kinderbuch: Susanne Graf, Sabine Lippert
- Sparte Jugendbuch: Ulf Cronenberg, Katrin Maschke
- Sparte Sachbuch: Heike Elisabeth Jüngst, Monika Trapp

## Sonderpreisjury
Seit 1991 gibt es im Jahreswechsel Jurys für Sonderpreise für das Gesamtwerk deutscher Autoren, Illustratoren und Übersetzer. Die Sonderpreisjurys werden vom Vorstand des Arbeitskreises für Jugendliteratur für die Dauer einer Amtsperiode gewählt und durch das Bundesministerium für Familie, Senioren, Frauen und Jugend berufen. Seit 2017 vergibt die Sonderpreisjury zusätzlich zum Sonderpreis Gesamtwerk auch den Sonderpreis Neue Talente.
| Preisjahr | Auszeichnungsgattung | Preisträger Gesamtwerk  | Preisträger Neue Talente | Jurymitglieder                                                            |
| --------- | -------------------- | ----------------------- | ------------------------ | ------------------------------------------------------------------------- |
| 2024      | Übersetzung          | Rolf Erdorf             | Astrid Bührle-Gallet     | Anna Hörmander Plewka (Vorsitz), Birgit Neumann und Hanne Wiesner         |
| 2023      | Text                 | Alois Prinz             | Annika Büsing            | Birgit Schollmeyer (Vorsitz), Robert Elstner, Gabriele von Glasenapp      |
| 2022      | Illustration         | Hans Ticha              | Mia Oberländer           | Rotraut Susanne Berner, Christoph Rieger, Kirsten Winderlich (Vorsitz)    |
| 2021      | Übersetzung          | Gudrun Penndorf         | Lena Dorn                | Mahmoud Hassanein, Felix Pütter (Vorsitz), Hadassah Stichnothe            |
| 2020      | Text                 | Cornelia Funke          | Rieke Patwardhan         | Sandra Druschke, Tobias Kurwinkel, Kathrin von Papp-Riethmüller (Vorsitz) |
| 2019      | Illustration         | Volker Pfüller          | Iris Anemone Paul        | Maria Linsmann-Dege, Gabriela Scherer (Vorsitz), Sarah Wildeisen          |
| 2018      | Übersetzung          | Uwe-Michael Gutzschhahn | Gesa Kunter              | Heike Elisabeth Jüngst (Vorsitz), Mariela Nagle, Sebastian Schmideler     |
| 2017      | Text                 | Gudrun Pausewang        | Mario Fesler             | Gundula Engelhard, Cornelia Rémi, Ralf Schweikart (Vorsitz)               |
| 2016      | Text                 | Klaus Kordon            | –                        | Kathrin Buchmann, Irene Hoppe, Regina Pantos (Vorsitz)                    |
| 2015      | Illustration         | Sabine Friedrichson     | –                        | Bettina Harling, Andreas Platthaus (Vorsitz), Inge Sauer                  |
| 2014      | Übersetzung          | Angelika Kutsch         | –                        | Agnes Blümer, Gabriele Haefs (Vorsitz), Claas Kazzer                      |
| 2013      | Text                 | Andreas Steinhöfel      | –                        | Petra Josting, Eva Maria Kohl, Christine Lippmann                         |
| 2012      | Illustration         | Norman Junge            | –                        | Anja Ballis (Vorsitz), Katja Eder, Barbara Sengelhoff                     |
| 2011      | Übersetzung          | Tobias Scheffel         | –                        | Svenja Blume (Vorsitz), Walter Mirbeth, Martina Seifert                   |
| 2010      | Text                 | Mirjam Pressler         | –                        | Roswitha Budeus-Budde (Vorsitz), Otto Brunken, Robert Elstner             |

## Jugendjury
Die Jugendjury zum Deutschen Jugendliteraturpreis ist eine unabhängige Jury, in der jährlich ca. 100 Jugendliche eine Nominierungsliste erstellen und einen Preis vergeben. Der Arbeitskreis für Jugendliteratur e. V. hat damit die Beteiligung von Jugendlichen an der Preisfindung, die seit 1972 besteht, weiterentwickelt. Ihm ist es ein Anliegen, den Jugendlichen ihren Einsatz im Rahmen der Jugendjury zu zertifizieren. Eine Anerkennung erhalten sie seit 2008 durch einen Bildungpass, den Kompetenznachweis Kultur. Wie eine Analyse ausgewählter Werke gezeigt hat, setzen sich die Jugendlichen bei der Zertifizierung auch mit sprachlich anspruchsvollen Texten auseinander (vgl. Zellerhoff 2016) Die Jugendjury setzt sich aus sechs über die Bundesrepublik verteilten Leseclubs zusammen, die vom Vorstand des Arbeitskreises für Jugendliteratur auf eine Amtszeit von zwei Jahren gewählt und vom Bundesministerium für Familie, Senioren, Frauen und Jugend berufen werden:
Jugendjury 2024/2025
- Jugendleseclub der Stadtbücherei Landshut (Bayern)
- EVAs Leseclub im Evangelischen Schulzentrum Muldental, Grimma (Sachsen)
- Lesewölfe der Buchhandlung Krumulus (Berlin)
- LiteraTüröffner der Thüringer Gemeinschaftsschule Wenigenjena (Thüringen)
- SchillerAtur des Schiller-Gymnasiums und der Adolph-Kolping-Schule, Köln (Nordrhein-Westfalen)

Jugendjury 2023/2024
- cg Leseclub des Clavius Gymnasiums, Bamberg (Bayern)
- Jugendleseclub der Stadtbücherei Landshut (Bayern)
- EVAs Leseclub im Evangelischen Schulzentrum Muldental, Grimma (Sachsen)
- Münchner Bücherfresser der Buchhandlung Buchpalast, München (Bayern)
- Pankower Leseclub des Carl-von-Ossietzky-Gymnasiums & der Buchhandlung Uslar und Rai (Berlin)
- SchillerAtur des Schiller-Gymnasiums und der Adolph-Kolping-Schule, Köln (Nordrhein-Westfalen)

Jugendjury 2021/2022
- cg Leseclub des Clavius Gymnasiums, Bamberg (Bayern)
- Leseclub des Friedrich-Spee-Gymnasiums, Trier (Rheinland-Pfalz)
- Die LesArtigen des Berliner Zentrums für Kinder- und Jugendliteratur LesArt (Berlin)
- Münchner Bücherfresser der Buchhandlung Buchpalast, München (Bayern)
- Rabenclub, Ravensburg und Friedrichshafen (Baden-Württemberg)
- SAS Lesezeichen-Club der St. Angela-Schule, Königstein im Taunus (Hessen)

Jugendjury 2019/2020
- Die LesArtigen des Berliner Zentrums für Kinder- und Jugendliteratur LesArt (Berlin)
- Fuldaer Bücherfresser der Kinder-Akademie Fulda und der Hochschul-, Landes- und Stadtbibliothek Fulda (Hessen)
- Leseclub Augustiniok der Buchhandlung Augustiniok, Waldkirch (Baden-Württemberg)
- Leseclub des Friedrich-Spee-Gymnasiums aus Trier (Rheinland-Pfalz)
- SAS Lesezeichen-Club der St. Angela-Schule, Königstein im Taunus (Hessen)
- Würzburger Jugendleseclub "Lesezeichen" der Buchhandlung Neuer Weg, Würzburg (Bayern)

Jugendjury 2017/2018
- Leseclub 2.0 der Bücherstube Klingler, Hainburg (Hessen)
- Leseclub Augustiniok der Buchhandlung Augustiniok, Waldkirch (Baden-Württemberg)
- Leseclub der der Integrierten Gesamtschule Innenstadt, der Konrad Adenauer Realschule und des Schiller Gymnasiums, Köln (Nordrhein-Westfalen)
- Pankower Leseclub des Carl-von-Ossietzky-Gymnasiums und der Buchhandlung Buchlokal (Berlin)
- Reading Teens der Buchhandlung Christiansen (Hamburg)
- Würzburger Jugendleseclub "Lesezeichen" der Buchhandlung Neuer Weg, Würzburg (Bayern)

Jugendjury 2015/2016
- Lese-AG der Bergschule St. Elisabeth, Heilbad Heiligenstadt (Thüringen)
- Leseclub 2.0 der Bücherstube Klingler, Hainburg (Hessen)
- Leseclub der Konrad-Adenauer-Realschule, Köln (Nordrhein-Westfalen)
- Münchner Bücherfresser der Buchhandlung Buchpalast, München (Bayern)
- Pankower Leseclub des Carl-von-Ossietzky-Gymnasiums und der Buchhandlung Buchlokal (Berlin)
- Reading Teens der Buchhandlung Christiansen (Hamburg)

Jugendjury 2013/2014
- Die Münchner Bücherfresser der Buchhandlung Waldmann, München (Bayern)
- Jugendleseclub Beckum der Evangelischen Kirchengemeinde Beckum, (Nordrhein-Westfalen)
- Lese-AG der Bergschule St. Elisabeth, Bad Heiligenstadt (Thüringen)
- LEPORELLO Leseclub der Leporello-Buchhandlung (Berlin)
- www.die-blaue-seite.de – Leseclub der Bücherpiraten e. V., Lübeck (Schleswig-Holstein)
- Bücherfresser Fulda der Kinder-Akademie und der Stadtbibliothek (Fulda) (Hessen)

Jugendjury 2011/2012
- cg-Leseclub des Clavius-Gymnasiums in Bamberg (Bayern)
- Die Bestseller – Leseclub der Uhland-Realschule (Baden-Württemberg)
- Jugendleseclub Beckum – der Evangelischen Kirchengemeinde Beckum (Nordrhein-Westfalen)
- Leipziger Jugend-Literatur-Jury der Stadtbibliothek Leipzig
- www.die-blaue-seite.de – Leseclub der Bücherpiraten e. V., Lübeck (Schleswig-Holstein)
- Spandauer Jugendjury der Stadtbibliothek Spandau

Jugendjury 2009/2010
- cg-Leseclub des Clavius-Gymnasiums in Bamberg
- Do it – read a book! – der Leseclub der Städtischen Hauptschule Wermelskirchen
- Leipziger Jugend-Literatur-Jury der Stadtbibliothek Leipzig
- Literarischer Salon der Salzmannschule Schnepfenthal
- Reading Teens der Buchhandlung Christiansen in Hamburg
- Spandauer Jugendjury der Stadtbibliothek Spandau

Jugendjury 2007/2008
- boo(k)lub der Stadtbücherei Lüdenscheid
- Do it – read a book! – der Leseclub der Städtischen Hauptschule Wermelskirchen
- Jubu-Crew Göttingen
- Jugendleseclub der Stadtbücherei Landshut
- Literarischer Salon der Salzmannschule Schnepfenthal
- Lufti-Jury der Mecklenburgischen Literaturgesellschaft in Neubrandenburg

## Kritik
1960er und 1970er Jahre
1962 schrieb Arianna Giachi in der FAZ vom 23. November, der Preis sei eine „Zweckentfremdung von Bundesmitteln, die der Förderung der deutschen Jugendliteratur dienen sollten“. 1971 kritisiert Sybille Gräfin Schönfeldt in der Zeit: „Kann die ehrenwerte Absicht des Staates, sogenannte gute Kinderliteratur zu prämiieren, um die Kinder vor sogenannter schlechter Lektüre zu bewahren, jemals überholt sein? Die Bücher, die jetzt in Würzburg mit dem Deutschen Jugendbuchpreis ausgezeichnet worden sind, lassen nur eine Antwort zu: Ja – dieser Preis ist überflüssig geworden, auch wenn es seine vierzig oder fünfzig Juroren noch nicht gemerkt haben sollten.“ Ihre Kritik bezieht sie vor allem auf die fünf 1971 ausgezeichneten Bücher: „Fünf Bücher, gegen die man nicht viel sagen kann, aber auch nicht viel dafür, ein vorsichtiger Edeldurchschnitt, etwas heile Welt, etwas Autorität: Kinder lernen immer noch das Wohlverhalten durch Angst und Schrecken am schnellsten.“
2000er Jahre
2002 kritisierte der Verleger Otakar Božejovský in einem offenen Brief die angeblich mangelhafte Qualität der Preisträger in der Bilderbuchsparte: „Der Deutsche Jugendliteraturpreis, vor allem in der Sparte Bilderbuch, ist keine Auszeichnung mehr.“ Klaus Humann stellte sich dieser pauschalen Kritik in einem ebenfalls offenen Brief entgegen: „Aber die Nominierungsliste ist fast immer dadurch aufgefallen, das Gängige mit dem Gewagten, das Schrille mit den Betulichen zu verbinden. Und das ist gut so und soll so bleiben. Diesen Wagemut wünschte man der Jury aber auch bei ihrer endgültigen Preisentscheidung. Mit Ihrer pauschalen wie ungerechten Kritik haben Sie weder sich noch der Sache des Bilder- und Kinderbuchs einen guten Dienst erwiesen.“
2010er Jahre
2013 kritisierte eine Autoren- und Illustratoreninitiative samt Unterschriftenliste mit über 500 teils namhaften Unterzeichnern, dass der Preis als einziger deutscher Staatspreis für Literatur auch für Übersetzungen verliehen werde, wobei gefühlt sogar mehr davon als deutschsprachige Originale ausgezeichnet würden. Das Börsenblatt bezeichnete die Forderung als realitätsfern und schwer praktikabel, da so nicht verhindert werden könne, dass Verlage Lizenzübersetzungen einkaufen. Die seit 30 Jahren in Deutschland lebende Autorin Holly-Jane Rahlens (Preisträgerin 2003) würde beispielsweise ausgegrenzt, weil sie meist auf Englisch schreibe.